# Cecilie Dekkerhus
Cecilie Høegh Dekkerhus (* 14. August 1997) ist eine norwegische Fußballspielerin, die für Stabæk FK in der Toppserien spielt. Sie ist die jüngere Schwester von Nationalspielerin Cathrine Dekkerhus, die ebenfalls bei Stabæk FK Fußball unter Vertrag steht.

## Werdegang

### Verein
Dekkerhus debütierte bereits im April 2012 als 14-Jährige für Kongsvinger IL in der 1. Divisjon, der zweiten norwegischen Liga. Nachdem sie in der Saison 2012 mit 19 bestrittenen Partien Stammspielerin war, zog sie sich im August 2013 einen Kreuzbandriss zu, aufgrund dessen sie über ein Jahr pausieren musste und erst im September 2014 ihr Comeback gab. Zur Saison 2015 wechselte sie zu Stabæk FK in die Toppserien. Dort feierte sie am 29. März 2015 in der Partie gegen Lillestrøm SK als Einwechselspielerin ihr Debüt und stand am 19. April 2015 gegen IL Sandviken erstmals in der Startelf.

### Nationalmannschaft
Die Mittelfeldspielerin debütierte 2011 für die norwegische U-15-Nationalmannschaft und nahm 2012 mit der U-16-Nationalmannschaft am Nordic Cup teil, wo sie mit der Mannschaft Rang vier belegte. 2012 und 2013 bestritt sie für die U-17-Nationalmannschaft neun Partien im Rahmen der Qualifikation für die Europameisterschaft, konnte sich jedoch nicht für die Endrunde qualifizieren. 2015 gelang ihr mit der U-19-Nationalmannschaft die Qualifikation für die Europameisterschaft in Israel.

## Erfolge
- Norwegische U-16-Meisterin (mit Kongsvinger IL)[1]